# Железничка станица Карађорђев парк
Железничка станица Карађорђев парк је једно од стајалишта БГ ВОЗ-а (обе линије), станица и распутница пруге Београд центар–Вршац. Налази се на општини Савски венац. Смештена је изнад Ауто-пута Београд-Ниш. Пруга се наставља ка Вуковом споменику у једном, у другом према станици Београд центар и трећем према Раковици. Железничка станица Карађорђев парк састоји се из два колосека.

## Галерија
- Карађорђев парк 2
- Карађорђев парк 3